# Microdiorite
 (janvier 2023).
Si vous disposez d'ouvrages ou d'articles de référence ou si vous connaissez des sites web de qualité traitant du thème abordé ici, merci de compléter l'article en donnant les références utiles à sa vérifiabilité et en les liant à la section « Notes et références ».
 (janvier 2023).
Une microdiorite est une roche magmatique dont les caractéristiques minéralogique et chimique sont celles d'une diorite, mais dont la structure est intermédiaire entre microlithique et grenue. La structure est dite microgrenue. C'est spécifique d'un refroidissement assez rapide dans un filon magmatique, une intrusion, dans une roche plus froide, non loin de la surface.

## Gisement
- L'estérellite (France)